# アラン・アーヴァイン (1958年生のサッカー選手)
ジェイムズ・アラン・アーヴァイン（James Alan Irvine, 1958年7月12日 - ）は、スコットランド出身の元サッカー選手。
ウイングの選手として15年以上のキャリアを送り、イングランドとスコットランドのクラブでプレイをした。
指導者に転身後はプレストン・ノースエンドとエヴァートンでデイヴィッド・モイーズの下でアシスタントコーチを務め、プレストンとシェフィールド・ウェンズデイで監督を経験した後にエヴァートンのアカデミーの監督を務めた。

## 選手経歴
アーヴァインはグラスゴーで生まれ、クイーンズ・パークでプレイをしながら保険仲立人の資格を得るために勉学に励んでいた。
クイーンズ・パークを去ってからはエヴァートン、クリスタル・パレス、ダンディー・ユナイテッド、ブラックバーン・ローヴァーズでプレイし、ブラックバーンでは新たに創設されたプレミアリーグの参戦権を得たが、1992-93シーズン前にアーヴァインの現役引退が発表された。

## 監督経歴
アーヴァインは選手としてプレイしてから20年後にコーチングスタッフとしてグディソン・パークへ戻ることになった。その後にブラックバーン・ローヴァーズとニューカッスル・ユナイテッドでアカデミーのダイレクターを務め、 スティーブン・テイラーやピーター・ラメイジのような選手を輩出したことにより評価を高めた。

### プレストン・ノースエンド
2007年11月20日、残留争いの渦中にいたプレストン・ノースエンドの監督に就任し、最終的にクラブを15位に導いた。初めてフルシーズン指揮を執った2008-09シーズンは4月の月間最優秀監督に選ばれるなどし、シーズン最終日に昇格プレイオフ進出を決めたが、準決勝でシェフィールド・ユナイテッドに2試合合計2-1で敗れた。翌2009-10シーズンは10試合で1勝しか挙げられず、2009年12月29日にアーヴァインは監督を解任されたが、ファンの多くはその決定に抗議をした。

### シェフィールド・ウェンズデイ
2010年1月8日、アーヴァインはシェフィールド・ウェンズデイの監督に就任した。アーヴァインの監督就任後にクラブはバーンズリー、ブラックプール、ピーターバラ・ユナイテッドを相手に連勝する好スタートを切り、アーヴァインは1月の月間最優秀監督に選ばれた。しかし好調は続かず、シーズン最終日に10ポイントの減点処分を受けていたクリスタル・パレスにホームで勝利を挙げることができれば残留という試合で2-2と勝てずリーグ1へ降格が決定した。
ウェンズデイの財政状況は厳しく、清算命令について2度に渡って法廷に呼ばれるほどであったが、2010年末にミラン・マンダリッチがオーナーに就任すると事態は好転し、アーヴァインは補強資金を得た。数名の選手と契約をしたがクラブは低迷し、リーグ1で12位に位置していた2011年2月3日にアーヴァインは監督を解任された。
2011年7月12日にアカデミーの監督としてエヴァートンに復帰することが発表された。

### ウェスト・ブロムウィッチ・アルビオン
2014年6月14日、プレミアリーグに所属するウェスト・ブロムウィッチ・アルビオンは空席になっていた監督のポストに就くことにアーヴァインと12ヶ月の契約で合意したことを発表した。アーヴァインにとってトップリーグで指揮を執ることは初めての経験となった。同年12月29日、成績不振により解任された。

## 監督成績
| クラブ                               | 就任           | 退任           | 記録 | 記録 | 記録 | 記録 | 記録   |
| クラブ                               | 就任           | 退任           | 試合 | 勝ち | 分け | 負け | 勝率 % |
| ------------------------------------ | -------------- | -------------- | ---- | ---- | ---- | ---- | ------ |
| プレストン・ノースエンド             | 2007年11月20日 | 2009年12月29日 | 110  | 45   | 25   | 40   | 040.91 |
| シェフィールド・ウェンズデイ         | 2010年1月8日   | 2011年2月3日   | 59   | 24   | 13   | 22   | 040.68 |
| ウェスト・ブロムウィッチ・アルビオン | 2014年6月14日  | 2014年12月29日 | 22   | 5    | 6    | 11   | 022.73 |
| ノリッジ・シティFC (暫定)            | 2017年3月10日  | 2017年5月25日  | 10   | 5    | 2    | 3    | 050.00 |
| 合計                                 | 合計           | 合計           | 201  | 79   | 46   | 76   | 039.30 |